# Micropsectra miki
Micropsectra miki är en tvåvingeart som beskrevs av Marcuzzi 1950. Micropsectra miki ingår i släktet Micropsectra och familjen fjädermyggor.
Artens utbredningsområde är Italien. Inga underarter finns listade i Catalogue of Life.